# Viatcheslav Tkatchiov
Viatcheslav Matveïevitch Tkatchiov ou Tkatchev (en russe : Вячеслав Матвеевич Ткачёв), né le 6 octobre 1885 dans le Kouban et décédé le 25 mars 1965 à Krasnodar, était un général de l’aviation impériale russe, participant à la Première Guerre mondiale et à la guerre civile russe (dans les armées blanches du sud de la Russie).

## Formation
Né dans une famille de Cosaques du Kouban anoblis, Viatcheslav Tkatchiov commence sa formation au corps des cadets de Nijni Novgorod puis, en 1904, choisit de rejoindre l’école d'artillerie Constantin. En juin 1906 il est affecté à la 2e batterie d’artillerie cosaque du Kouban, en 1908 à la 5e. Le 6 mai 1909 il reçoit le rang de sotnik (lieutenant). En septembre 1910 il sert à Odessa et y découvre l’aviation. Avec l’accord de ses supérieurs il s’inscrit dans une école d’aviation et y apprend le pilotage dans son temps libre.
En 1911 il reçoit son diplôme de pilote civil de l’aéroclub d’Odessa et est ensuite envoyé à l’école d’aviation d’officiers de Sébastopol dont il sort diplômé fin 1912. Il sert dans diverses unités de l’armée de l’air impériale et effectue en octobre 1913 un vol de 1 500 verstes de Kiev à Ekaterinodar avec un Nieuport IV.

## Première Guerre mondiale
Pour ses vols de reconnaissances Tkatchiov reçoit le 24 novembre 1914 l’ordre de Saint-Georges de 4e classe, le premier aviateur à recevoir cette décoration. Il participe à diverses escarmouches aériennes qui lui serviront pour son manuel « Matériels pour la tactique de combat aérien » (1917). En juin 1917, il est chef du service aérien de la république de Russie et est promu colonel en août.

## Guerre civile russe
En novembre 1917 Tkatchiov quitte le quartier général avant la prise de fonctions du bolchévique Krylenko et se rend au front avant de rejoindre le Kouban. Début 1918 il sert comme simple soldat dans le détachement blanc du colonel Kouznetsov, luttant contre la République soviétique nord-caucasienne. Ce détachement est chargé de couvrir la traversée du Kouban par les forces commandées par Viktor Pokrovski et se trouve finalement encerclé par l’ennemi. Tkatchiov est capturé et retenu à la prison de Maïkop de mars à août 1918. Début septembre Maïkop est libérée des rouges et Tkatchiov se met au service de la République populaire du Kouban. Celle-ci ne disposant pas d'aviation Viatcheslav Tkatchiov est envoyé en mission auprès du hetman Pavlo Skoropadsky. De retour à Ekaterinodar il dispose de quelques avions et forme le 1er détachement d’aviation du Kouban. Il appuie l’Armée du Caucase du général Wrangel lors des combats contre la 10e armée bolchévique.
Le 19 mai 1919 il est promu général major et commande l’aviation de l’armée du Kouban. En 1920 il prend le commandement de l’aviation des Forces Armées du Sud de la Russie.

## Exil
Après la défaite des armées blanches s’installe dans le Royaume des Serbes, Croates et Slovènes et participe activement aux efforts de l’Union générale des combattants russes. En 1941 il prend part à la formation du Corps Russe avant de prendre ses distances avec l’occupant nazi et les organisations collaboratrices.

## Union Soviétique
En 1944 Tkatchiov refuse de quitter Belgrade devant l’avancée de l’armée rouge et est fait prisonnier le 20 octobre. Transféré à Moscou il est jugé et condamné à 10 ans de goulag. Libéré en 1955 il s’installe dans le Kouban où il décède dix ans plus tard.